# رؤیای بسته‌‌شده به اسبی که از پا نمی‌افتد
رؤیای بسته شده به اسبی که از پا نمی‌افتد نمایشنامه‌ای از محمد چرم‌شیر است که در سال ۱۳۸۱ نوشته شده‌است. این نمایشنامه بارها در سالن‌ها تئاتر به‌روی صحنه رفته‌است.

## بن‌مایه
رؤیای بسته شده به اسبی که از پا نمی‌افتد با استفاده از تم زندگی کریستف کلمب، دو مرحله عمده را نشانه گرفته‌است. این کار در مرحله اولیه به مسئله «شناخت‌شناسی» می‌پردازد و در مسئله دوم به رنج و درد آدمی بعد از هبوط. بی‌گمان نام کریستف کلمب هم هر دوی این مسئله‌ها را به ذهن ما می‌آورد. او در سفر و دریا بوده‌است و دنبال شناختن دنیای دیگر گونه، به همین علت است که استفاده از این کاراکتر، به مثابه یک نماد می‌تواندکارکرد شناخت‌شناسانه آن را به نمایش بگذارد.
او به دریا می‌رود تا دنیاهای ناشناخته را کشف کند، او به دریا می‌رود تا به گنج‌های تازه دست پیدا کند. خودش در جستجوی انسان‌های تازه است، اما محکوم است که دنبال خدایان نو می‌گردد. اسپانیا از او گنج می‌خواهد و او در زندگی و دنیا بدون چراغ به‌دنبال انسان می‌گردد، اما دست خالی برمی‌گردد. او در زمین، حتی آن سوی آب‌ها هم چیزی نمی‌یابد. دومین چیزی که زندگی کریستف کلمب به‌عنوان یک مسئله مطرح می‌کند، دنیای آدم‌هاست که بعد از هبوط به درد و رنجی ابدی گرفتار شده‌اند. کلمب به‌عنوان یک نماد از انسان سرگشته، به‌دنبال این بهشت گمشده است. اگر از این زاویه به رؤیای بستهؤشده به اسبی که از پا نمی‌افتد نگاه کنیم، آن را طومار رنج‌هایی می‌بینیم که آدمی با آن دست به گریبان است. یکی از رنج‌ها، عدم شناختی است که او از دنیای پیرامون دارد. او در تاریکی اطرافش، دست به هرسویی دراز می‌کند و به دنبال یک شعله نور می‌گردد، خواه این دست دراز کردن او همچون کلمب باشد که به آن سوی اقیانوس‌ها سفر کرد، خواه همچون کسی که فقط در اتاقش، به جستجوی خود است، چرا که جستجوی دنیا، در حقیقت همان جستجوی خویشتن است.